# ケアマネジメント
ケアマネジメントとは、主に介護等の福祉分野で、福祉や医療などのサービスと、それを必要とする人のニーズをつなぐ手法のこと。

## 名称の由来
この用語は、日本では2000年4月から導入された介護保険制度により一般的となった。それまでは、社会福祉学者から「ケースマネジメント」や「ケアマネジメント」、看護学者から「ケアコーディネーション」と、同様の言葉が乱立し・提案されていたが、それぞれが同様の意味であることから、厚生省（当時）が「ケアマネジメント」の用語を採用し、その従事者をケアマネジャー（介護支援専門員）と呼ぶようになった。

## ケアマネジメントの流れ
以下の順に行われる。
1. インテーク［サービスの受理面接］
2. アセスメント［生活課題の分析］
3. プランニング［サービス計画（ケアプラン）の原案の作成］
4. サービス担当者会議の開催
5. サービス計画（ケアプラン）の同意
6. サービスの実施
7. モニタリング［サービスの進行中における中途の評価］
8. サービス評価［エヴァリュエーション：最終的なサービスの評価］
9. フィードバック後、再びアセスメント以下のプロセスを経る。

何らかの理由でサービスの中止に至った場合、その時点で終結となる。

## アセスメント
アセスメントをする際に利用者に確認する項目が定められており、課題分析標準項目と呼ばれる。以下の23項目がある。1から9までが基本情報に関する項目で10から23が課題分析（アセスメント）に関する項目である。
介護保険最新情報vol.1178（「「介護サービス計画書の様式及び課題分析標準項目の提示について」の一部改正について）（令和５年10月16日老認発1016第1号厚生労働省老健局認知症施策・地域介護推進課長通知）において、項目名、項目の主な内容（例）が一部改正された。
| 基本情報に関する項目                 |                                              | |
| 番号                                 | 標準項目名                                   | 項目の主な内容（例） |
| 1                                    | 基本情報（受付、利用者等基本情報）           | 居宅サービス計画作成についての利用者受付情報（受付日時、受付対応者、受付方法等）、利用者の基本情報（氏名、性別、生年月日、住所、電話番号等の連絡先）、利用者以外の家族等の基本情報、居宅サービス計画作成の状況 （初回、初回以外）について記載する項目 |
| 2                                    | これまでの生活と 現在の状況                  | 利用者の現在の生活状況、これまでの生活歴等について記載する項目 |
| 3                                    | 利用者の社会保障 制度の利用情報              | 利用者の被保険者情報（介護保険、医療保険 等）、年金の受給状況（年金種別等）、生活保護受給の有無、障害者手帳の有無、その他の社会保障制度等の利用状況について記載する項目 |
| 4                                    | 現在利用している支援や社会資源の状況         | 利用者が現在利用している社会資源（介護保険サービス・医療保険サービス・障害福祉サービ ス、自治体が提供する公的サービス、フォーマルサービス以外の生活支援サービスを含む）の状況について記載する項目 |
| 5                                    | 日常生活自立度 （障害）                      | 「障害高齢者の日常生活自立度（寝たきり度）」について、現在の要介護認定を受けた際の判定（判定結果、判定を確認した書類（認定調査票、主治医意見書）、認定年月日）、介護支援専門員からみた現在の自立度について記載する項目 |
| 6                                    | 日常生活自立度 （認知症）                    | 「認知症高齢者の日常生活自立度」について、現在の要介護認定を受けた際の判定（判定結果、判定を確認した書類（認定調査票、主治医意見書）、認定年月日）、介護支援専門員からみた現在の自立度について記載する項目 |
| 7                                    | 主訴・意向                                   | 利用者の主訴や意向について記載する項目 家族等の主訴や意向について記載する項目 |
| 8                                    | 認定情報                                     | 利用者の認定結果（要介護状態区分、審査会の意見、区分支給限度額等）について記載する項目 |
| 9                                    | 今回のアセスメン トの理由                    | 今回のアセスメントの実施に至った理由（初回、要介護認定の更新、区分変更、サービスの変更、退院・退所、入所、転居、そのほか生活状況の変化、居宅介護支援事業所の変更等）について記載する項目 |
|                                      |                                              | |
| 課題分析（アセスメント）に関する項目 |                                              | |
| 番号                                 | 標準項目名                                   | 項目の主な内容（例） |
| 10                                   | 健康状態                                     | 利用者の健康状態及び心身の状況（身長、体重、BMI、血圧、既往歴、主傷病、症状、痛みの 有無、褥そうの有無等）、受診に関する状況 （かかりつけ医・かかりつけ歯科医の有無、その他の受診先、受診頻度、受診方法、受診時の 同行者の有無等）、服薬に関する状況（かかり つけ薬局・かかりつけ薬剤師の有無、処方薬の有無、服薬している薬の種類、服薬の実施状況等）、自身の健康に対する理解や意識の状況について記載する項目 |
| 11                                   | ADL                                          | ADL（寝返り、起きあがり、座位保持、立位保持、立ち上がり、移乗、移動方法（杖や車椅子 の利用有無等を含む）、歩行、階段昇降、食事、整容、更衣、入浴、トイレ動作等）に関する項目 |
| 12                                   | IADL                                         | IADL（調理、掃除、洗濯、買物、服薬管理、金銭管理、電話、交通機関の利用、車の運転等） に関する項目 |
| 13                                   | 認知機能や判断能力                           | 日常の意思決定を行うための認知機能の程度、 判断能力の状況、認知症と診断されている場合の中核症状及び行動・心理症状の状況（症状が 見られる頻度や状況、背景になりうる要因等） に関する項目 |
| 14                                   | コミュニケーショ ンにおける理解と 表出の状況 | コミュニケーションの理解の状況、コミュニケーションの表出の状況（視覚、聴覚等の能力、 言語・非言語における意思疎通）、コミュニケーション機器・方法等（対面以外のコミュニケーションツール（電話、PC、スマートフォン） も含む）に関する項目 |
| 15                                   | 生活リズム                                   | １日及び１週間の生活リズム・過ごし方、日常 的な活動の程度（活動の内容・時間、活動量等）、休息・睡眠の状況（リズム、睡眠の状況（中途覚醒、昼夜逆転等）等）に関する項目 |
| 16                                   | 排泄の状況                                   | 排泄の場所・方法、尿・便意の有無、失禁の状況等、後始末の状況等、排泄リズム（日中・夜間の頻度、タイミング等）、排泄内容（便秘や 下痢の有無等）に関する項目 |
| 17                                   | 清潔の保持に関す る状況                      | 入浴や整容の状況、皮膚や爪の状況（皮膚や爪 の清潔状況、皮膚や爪の異常の有無等）、寝具や衣類の状況（汚れの有無、交換頻度等）に関する項目 |
| 18                                   | 口腔内の状況                                 | 歯の状態（歯の本数、欠損している歯の有無等）、義歯の状況（義歯の有無、汚れ・破損の有無等）、かみ合わせの状態、口腔内の状態 （歯の汚れ、舌苔・口臭の有無、口腔乾燥の程度、腫れ・出血の有無等）、口腔ケアの状況に 関する項目 |
| 19                                   | 食事摂取の状況                               | 食事摂取の状況（食形態、食事回数、食事の内容、食事量、栄養状態、水分量、食事の準備をする人等）、摂食嚥下機能の状態、必要な食事 の量（栄養、水分量等）、食事制限の有無に関する項目 |
| 20                                   | 社会との関わり                               | 家族等との関わり（家庭内での役割、家族等との関わりの状況（同居でない家族等との関わりを含む）等）、地域との関わり（参加意欲、現在の役割、参加している活動の内容等）、仕事との関わりに関する項目 |
| 21                                   | 家族等の状況                                 | 本人の日常生活あるいは意思決定に関わる家族等の状況（本人との関係、居住状況、年代、仕事の有無、情報共有方法等）、家族等による支援への参加状況（参加意思、現在の負担感、支援への参加による生活の課題等）、家族等について特に配慮すべき事項に関する項目 |
| 22                                   | 居住環境                                     | 日常生活を行う環境（浴室、トイレ、食事をとる場所、生活動線等）、居住環境においてリスクになりうる状況（危険個所の有無、整理や清掃の状況、室温の保持、こうした環境を維持するための機器等）、自宅周辺の環境やその利便性等について記載する項目 |
| 23                                   | その他留意すべき 事項・状況                  | 利用者に関連して、特に留意すべき状況（虐待、経済的困窮、身寄りのない方、外国人の方、医療依存度が高い状況、看取り等）、その他生活に何らかの影響を及ぼす事項に関する項目 |

## プランニング
介護保険サービスを利用するにはサービス計画（以下、ケアプラン）を策定する必要がある。その方法は以下の2通りがある。
1. 利用者、または家族でケアプランを策定し、自己管理でマネージメントする場合（俗称でセルフケアプランという）
2. 介護支援専門員に依頼してケアプラン策定に基づくサービスマネジメントを依頼する場合

ただし、現行の制度が複雑であり、法規にさえ明記されていない細かいルールが存在し（これは厚生労働省からの「通知」という形で示される場合がほとんどである）、介護報酬のレセプト管理も煩雑で複雑なこと、さらに医療知識や介護保険以外の社会資源の知識も要求されることから、介護支援専門員にサービス計画策定の依頼を行うことがほとんどである。

### ケアプランの策定依頼
ケアプランの策定を介護支援専門員に依頼する場合、居宅（在宅）の場合と施設入所の場合とに大別される。
居宅（在宅）で介護給付相当（要介護1〜5）の場合は都道府県が介護保険法上の指定を行った指定居宅介護支援事業者に依頼を行う。指定居宅介護支援事業者所属の介護支援専門員がケアプラン策定を含めたケアマネジメントを行う。
居宅（在宅）で予防給付相当（要支援1・2）の場合は居住地域内（住民票がある地域）の地域包括支援センターの保健師または経験ある看護師が予防給付対象者のためのケアプラン策定を含めたケアマネジメントを行う。ただし委託の方法で、指定居宅介護支援事業所にケアマネジメントを行わせることも可能である。
施設入所で当該の介護保険施設（指定介護老人福祉施設、介護老人保健施設、指定介護療養型医療施設）に入所契約し、実際に入所した場合は施設勤務の介護支援専門員がケアプラン策定を含めたケアマネジメントを行う。なお、要介護1〜5の利用者が入所できるので、予防給付の者は原則として入所できない（ただし旧措置制度による現入所者で、一定の移行期間に要支援1・2と判定された者も例外的に入所継続が可能であったが、この措置は平成21年3月をもって終了した）。
介護支援専門員などによって作られた原案をもとにして、サービス担当者会議で各専門職が話し合うことでケアプランは完成する。

### 居宅サービス計画書
居宅サービス計画書は居宅で介護および予防サービスを利用する際に作成される計画である。
以下の記入項目がある。
1. 居宅サービス計画書（１）
  1. 利用者及び家族の生活に対する意向を踏まえた課題分析の結果
  2. 介護認定審査会の意見及びサービスの種類の指定
  3. 総合的な援助の方針
  4. 生活援助中心型の算定理由
2. 居宅サービス計画書（２）
  1. 生活全般の解決すべき課題(ニーズ)
  2. 目標（長期目標・短期目標）
  3. 援助内容（サービス内容・サービス種別）
3. 週間サービス計画表
  1. 主な日常生活上の活動
  2. 週単位以外のサービス
4. サービス担当者会議の要点
  1. 検討した項目
  2. 検討内容
  3. 結論
  4. 残された課題
5. 居宅介護支援経過
  1. サービス利用票（兼居宅（介護予防）サービス計画）
  2. サービス利用票別表
    1. 区分支給限度管理・利用者負担計算
    2. 種類別支給限度管理
    3. 要介護認定期間中の短期入所利用日数

### 介護予防サービス・支援計画書
介護予防サービス・支援計画書は要支援1・2の人が介護予防サービスを利用する際に作成される計画である。
以下のアセスメント項目がある。
- 運動・移動について
- 日常生活（家庭生活）について
- 社会参加、対人関係・コミュニケーションについて
- 健康管理について

また上記アセスメントに関して、以下の項目を記入する必要がある。
- 本人・家族の意欲・意向
- アセスメント項目に対する課題
- 課題に対する目標と具体策の提案
- 具体策についての意向 本人・家族
- 目標
- 支援計画
  - 目標についての支援のポイント
  - 本人等のセルフケアや家族の支援、インフォーマルサービス
  - 介護保険サービスまたは地域支援事業
  - サービス種別
- 健康状態について □主治医意見書、生活機能評価等を踏まえた留意点
- 【本来行うべき支援ができない場合】妥当な支援の実施に向けた方針
- 総合的な方針：生活不活発病の改善・予防のポイント